# Haliana eckloniae
Haliana eckloniae är en kräftdjursart som beskrevs av Francis Day 1980. Haliana eckloniae ingår i släktet Haliana och familjen Gynodiastylidae. Inga underarter finns listade i Catalogue of Life.